# Syllidae
Syllidae zijn een familie van borstelwormen (Polychaeta).

## Taxonomie
De volgende taxa zijn bij de familie ingedeeld:
- Geslacht Acritagasyllis Lucas, San Martín & Sikorski, 2010
- Geslacht Anguillosyllis Day, 1963
- Geslacht Brachysyllis Imajima & Hartman, 1964
- Geslacht Campesyllis Chamberlin, 1919
- Geslacht Cicese Díaz-Castañeda & San Martín, 2001
- Geslacht Clavisyllis Knox, 1957
- Geslacht Exogonoides Day, 1963
- Geslacht Fauvelia Gravier, 1900
- Geslacht Haplosyllides Augener, 1922
- Geslacht Irmula Ehlers, 1913
- Geslacht Lamellisyllis Day, 1960
- Geslacht Lapithas Kinberg, 1866
- Geslacht Lophosyllis Sars, 1867
- Geslacht Monocerina Costa, 1861
- Geslacht Murrindisyllis San Martín, Aguado & Murray, 2007
- Geslacht Nooralia San Martín, 2002
- Geslacht Nuchalosyllis Rullier & Amoureux, 1979
- Geslacht Opisthosyllis Langerhans, 1879
- Geslacht Palposyllis Hartmann-Schröder, 1977
- Geslacht Parahaplosyllis Hartmann-Schröder, 1990
- Geslacht Paraopisthosyllis Hartmann-Schröder, 1991
- Geslacht Parasitosyllis Potts, 1912
- Geslacht Parautolytus Ehlers, 1900
- Geslacht Photocharis Ehrenberg, 1835
- Geslacht Phyllosyllis Ehlers, 1897
- Geslacht Pseudosyllis Grube, 1863
- Geslacht Synsyllis Verrill, 1900
- Geslacht Xenosyllides Perejaslavtseva, 1891
- Onderfamilie Anoplosyllinae Aguado & San Martín, 2009
  - Geslacht Anoplosyllis Claparède, 1868
  - Geslacht Astreptosyllis Kudenov & Dorsey, 1982
  - Geslacht Streptospinigera Kudenov, 1983
  - Geslacht Streptosyllis Webster & Benedict, 1884
  - Geslacht Syllides Örsted, 1845
- Onderfamilie Autolytinae Langerhans, 1879
  - Tribus Autolytini Langerhans, 1879
    - Geslacht Epigamia Nygren, 2004
    - Geslacht Myrianida Milne Edwards, 1845

  - Tribus Procerini Nygren, 2004
    - Geslacht Erseia Nygren, Sundkvist, Mikac & Pleijel, 2010
    - Geslacht Imajimaea Nygren, 2004
    - Geslacht Levidorum Hartman, 1967
    - Geslacht Pachyprocerastea Nygren, 2004
    - Geslacht Paraproceraea Nygren, 2004
    - Geslacht Paraprocerastea San Martín & Alós, 1989
    - Geslacht Planicirrata Nygren, 2004
    - Geslacht Proceraea Ehlers, 1864
    - Geslacht Procerastea Langerhans, 1884
    - Geslacht Virchowia Langerhans, 1879
- Onderfamilie Eusyllinae Malaquin, 1893
  - Geslacht Amblyosyllis Grube, 1857
  - Geslacht Brevicirrosyllis San Martín, López & Aguado, 2009
  - Geslacht Dioplosyllis Gidholm, 1962
  - Geslacht Eusyllis Malmgren, 1867
  - Geslacht Miscellania Martin, Alós & Sardá, 1990
  - Geslacht Neopetitia San Martín, 2003
  - Geslacht Nudisyllis Knox & Cameron, 1970
  - Geslacht Odontosyllis Claparède, 1863
  - Geslacht Opisthodonta Langerhans, 1879
  - Geslacht Paraehlersia San Martín, 2003
  - Geslacht Perkinsyllis San Martín, López & Aguado, 2009
  - Geslacht Pionosyllis Malmgren, 1867
  - Geslacht Psammosyllis Westheide, 1990
  - Geslacht Streptodonta San Martín & Hutchings, 2006
  - Geslacht Synmerosyllis San Martín, López & Aguado, 2009
  - Geslacht Westheidesyllis San Martín, López & Aguado, 2009
- Onderfamilie Exogoninae Langerhans, 1879
  - Geslacht Brania Quatrefages, 1866
  - Geslacht Erinaceusyllis San Martín, 2003
  - Geslacht Exogone Örsted, 1845
  - Geslacht Exogonita Hartman & Fauchald, 1971
  - Geslacht Parapionosyllis Fauvel, 1923
  - Geslacht Parexogone Mesnil & Caullery, 1918
  - Geslacht Prosphaerosyllis San Martín, 1984
  - Geslacht Salvatoria McIntosh, 1885
  - Geslacht Sphaerosyllis Claparède, 1863
- Onderfamilie Syllidae incertae sedis
  - Geslacht Bollandiella Glasby & Krell, 2009
  - Geslacht Guillermogonita Böggemann, 2009
- Onderfamilie Syllinae Grube, 1850
  - Geslacht Alcyonosyllis Glasby & Watson, 2001
  - Geslacht Branchiosyllis Ehlers, 1887
  - Geslacht Dentatisyllis Perkins, 1981
  - Geslacht Eurysyllis Ehlers, 1864
  - Geslacht Geminosyllis Imajima, 1966
  - Geslacht Haplosyllis Langerhans, 1879
  - Geslacht Hemisyllis Verrill, 1900
  - Geslacht Inermosyllis San Martín, 2003
  - Geslacht Karroonsyllis San Martín & López, 2003
  - Geslacht Megasyllis San Martín, Hutchings & Aguado, 2008
  - Geslacht Parapterosyllis Hartmann-Schröder, 1960
  - Geslacht Parasphaerosyllis Monro, 1937
  - Geslacht Paratyposyllis Hartmann-Schröder, 1962
  - Geslacht Plakosyllis Hartmann-Schröder, 1956
  - Geslacht Ramisyllis Glasby, Schroeder & Aguado, 2012
  - Geslacht Rhopalosyllis Augener, 1913
  - Geslacht Syllis Lamarck, 1818
  - Geslacht Tetrapalpia San Martín, Hutchings & Aguado, 2008
  - Geslacht Trypanedenta Imajima & Hartman, 1964
  - Geslacht Trypanobia Imajima & Hartman, 1964
  - Geslacht Trypanospina Álvarez-Campos, Taboada, San Martín, Leiva & Riesgo, 2018
  - Geslacht Trypanosyllis Claparède, 1864
  - Geslacht Xenosyllis Marion & Bobretzky, 1875

### Nomen dubium
- - Geslacht Heterosyllis Claparède, 1863
  - Geslacht Periboea Kinberg, 1866
  - Geslacht Platysyllis Grube, 1878

### Synoniemen
- Onderfamilie Eurysyllinae Hartman, 1965 => Syllinae Grube, 1850
- Geslacht Alluaudella Gravier, 1905 => Odontosyllis Claparède, 1863
- Geslacht Atelesyllis Pruvot, 1930 => Odontosyllis Claparède, 1863
- Geslacht Braniella Hartman, 1965 => Anguillosyllis Day, 1963
- Geslacht Claparedia Quatrefages, 1866 => Eusyllis Malmgren, 1867
- Geslacht Eudontosyllis Knox, 1960 => Eusyllis Malmgren, 1867
- Geslacht Eurymedusa Kinberg, 1866 => Syllis Lamarck, 1818
- Geslacht Hesperalia Chamberlin, 1919 => Odontosyllis Claparède, 1863
- Geslacht Laomedora Kinberg, 1866 => Syllis Lamarck, 1818
- Geslacht Petitia Siewing, 1956 => Neopetitia San Martín, 2003
- Geslacht Pharyngeovalvata Day, 1951 => Odontosyllis Claparède, 1863
- Geslacht Pseudobrania San Martín, 1984 => Salvatoria McIntosh, 1885
- Geslacht Pseudosyllides Augener, 1927 => Inermosyllis San Martín, 2003
- Geslacht Pteroautolytus => Pterautolytus Ehlers, 1907 => Proceraea Ehlers, 1864
- Geslacht Pterosyllis Claparède, 1863 => Amblyosyllis Grube, 1857
- Geslacht Reductotyposyllis Hartmann-Schröder, 1974 => Syllis Lamarck, 1818
- Geslacht Sinpalposyllis Hartmann-Schröder, 1983 => Odontosyllis Claparède, 1863
- Geslacht Stephanosyllis Claparède, 1864 => Proceraea Ehlers, 1864
- Geslacht Autolytides Malaquin, 1893 => Myrianida Milne Edwards, 1845
- Geslacht Autolytus Grube, 1850 => Myrianida Milne Edwards, 1845
- Geslacht Crithida Gosse, 1855 => Myrianida Milne Edwards, 1845
- Geslacht Diploceraea Grube, 1850 => Myrianida Milne Edwards, 1845
- Geslacht Podenereis Blainville, 1818 => Myrianida Milne Edwards, 1845
- Geslacht Podonereis [auct. misspelling] => Myrianida Milne Edwards, 1845
- Geslacht Sacconereis J. Müller, 1853 => Myrianida Milne Edwards, 1845
- Geslacht Sylline Grube, 1860 => Myrianida Milne Edwards, 1845
- Geslacht Amytis Savigny, 1822 => Proceraea Ehlers, 1864
- Geslacht Autosyllis Imajima & Hartman, 1964 => Virchowia Langerhans, 1879
- Geslacht Nereisyllis Blainville, 1828 => Proceraea Ehlers, 1864
- Geslacht Polybostrichus Örsted, 1843 => Proceraea Ehlers, 1864
- Geslacht Polynice Savigny, 1822 => Proceraea Ehlers, 1864
- Geslacht Procera [auct. misspelling] => Proceraea Ehlers, 1864
- Geslacht Procerea [auct. misspelling] => Proceraea Ehlers, 1864
- Geslacht Pterautolytus Ehlers, 1907 => Proceraea Ehlers, 1864
- Geslacht Regulatus Imajima, 1966 => Proceraea Ehlers, 1864
- Geslacht Amblyosillis => Amblyosyllis Grube, 1857
- Geslacht Basidiosyllis San Martín, López & Aguado, 2009 => Paraopisthosyllis Hartmann-Schröder, 1991
- Geslacht Desmosyllis Verrill, 1900 => Eusyllis Malmgren, 1867
- Geslacht Gattiola Johnston in Baird, 1861 => Amblyosyllis Grube, 1857
- Geslacht Hesiosyllis Wesenberg Lund, 1950 => Pionosyllis Malmgren, 1867
- Geslacht Nicotia Costa, 1864 => Amblyosyllis Grube, 1857
- Geslacht Odontoautolytus Hartmann-Schröder, 1979 => Odontosyllis Claparède, 1863
- Geslacht Procome Ehlers, 1864 => Odontosyllis Claparède, 1863
- Geslacht Pseudosyllides Czerniavsky, 1882 => Amblyosyllis Grube, 1857
- Geslacht Thylaciphorus Quatrefages, 1866 => Amblyosyllis Grube, 1857
- Geslacht Umbellisyllis M Sars, 1869 => Odontosyllis Claparède, 1863
- Geslacht Cystonereis Kölliker, 1846 => Exogone Örsted, 1845
- Geslacht Exagone Örsted, 1845 => Exogone Örsted, 1845
- Geslacht Exogene => Exogone Örsted, 1845
- Geslacht Exogona Örsted, 1845 => Exogone Örsted, 1845
- Geslacht Exogonella Hartman, 1961 => Parexogone Mesnil & Caullery, 1918
- Geslacht Exotokas Ehlers, 1864 => Exogone Örsted, 1845
- Geslacht Gossia Quatrefages, 1866 => Exogone Örsted, 1845
- Geslacht Grubea Quatrefages, 1866 => Salvatoria McIntosh, 1885
- Geslacht Grubeosyllis Verrill, 1900 => Salvatoria McIntosh, 1885
- Geslacht Microsyllis Claparède, 1863 => Exogone Örsted, 1845
- Geslacht Oophylax Ehlers, 1864 => Exogone Örsted, 1845
- Geslacht Paedophylax Claparède, 1868 => Exogone Örsted, 1845
- Geslacht Paedophyllax Claparède, 1868 => Exogone Örsted, 1845
- Geslacht Schmardia Quatrefages, 1866 => Exogone Örsted, 1845
- Geslacht Spermosyllis Claparède, 1864 => Exogone Örsted, 1845
- Geslacht Syllia Quatrefages, 1866 => Exogone Örsted, 1845
- Geslacht Sylline Claparède, 1864 => Exogone (Sylline) Claparède, 1864
- Geslacht Alluandella => Alluaudella Gravier, 1905 => Odontosyllis Claparède, 1863
- Geslacht Bollandia Glasby, 1994 => Bollandiella Glasby & Krell, 2009
- Geslacht Umbellisyllys M. Sars, 1869 => Umbellisyllis M Sars, 1869 => Odontosyllis Claparède, 1863
- Geslacht Aporosyllis Quatrefages, 1866 => Syllis Lamarck, 1818
- Geslacht Chaetosyllis Malmgren, 1867 => Syllis Lamarck, 1818
- Geslacht Ehlersia Quatrefages, 1865 => Syllis Lamarck, 1818
- Geslacht Eurysillis Ehlers, 1864 => Eurysyllis Ehlers, 1864
- Geslacht Gnathosyllis Schmarda, 1861 => Syllis Lamarck, 1818
- Geslacht Ioda => Ioida Johnston, 1840 => Syllis Lamarck, 1818
- Geslacht Ioida Johnston, 1840 => Syllis Lamarck, 1818
- Geslacht Isosyllis Ehlers, 1864 => Syllis Lamarck, 1818
- Geslacht Langerhansia Czerniavsky, 1881 => Syllis Lamarck, 1818
- Geslacht Pagenstecheria Quatrefages, 1866 => Syllis Lamarck, 1818
- Geslacht Polymastus Claparède, 1864 => Eurysyllis Ehlers, 1864
- Geslacht Tetraglena Quatrefages, 1866 => Trypanosyllis Claparède, 1864
- Geslacht Tetraglene Grube, 1863 => Trypanosyllis Claparède, 1864
- Geslacht Thoe Kinberg, 1866 => Syllis Lamarck, 1818
- Geslacht Trichosyllis Schmarda, 1861 => Syllis Lamarck, 1818
- Geslacht Typosyllis Langerhans, 1879 => Syllis Lamarck, 1818